# Зеленецкий (остров)
Зеленецкий остров — остров в Баренцевом море. Располагается в 200 метрах от северного берега Кольского полуострова, в Кольском районе Мурманской области, между устьями рек Териберки и Вороньей при входе в Зеленецкую губу.
Ближайший населённый пункт — село Териберка находится в 18 километрах.